# Claus Lipsius Brewery
Die Claus Lipsius Brewery ist eine ehemalige US-amerikanische Brauerei in Bushwick, welche im Jahr 1865 gegründet wurde. Sie wurde 1902 von der S. Liebmann’s Son’s Brewery akquiriert.

## Geschichte
Im Jahr 1865 gründete der deutsche Emigrant Henry Claus die Henry Claus Brewery an der 471 Bushwick Avenue in Bushwick. Ihr Logo bestand aus dem Firmennamen, dem Gründungsjahr und dem Brauerstern. Als das maximale Produktionsvolumen am Gründungsstandort erreicht wurde, erweiterte Claus die Brauerei an der Forest Avenue, in der Nähe der S. Liebmann Brewery. Dort konnten im Jahr 1870 3.000 Barrel Bier produziert werden.
Zwei Jahre später verstarb Firmengründer Claus. Seine Frau Catherina übernahm die Leitung der Brauerei – somit war sie eine der ersten weiblichen Vorstandsvorsitzenden in der Region um New York. Im Jahr 1876 heiratete sie den deutschen Emigranten Rudolph Lipsius, der in den Vorstand des Unternehmens eintrat. Um beide Familiennamen abzubilden, benannte das Paar das Unternehmen in Claus Lipsius Brewery um. Im Jahr 1877 wurde die Brauerei erneut erweitert.
Das Produktionsvolumen der Brauerei stieg in den kommenden Jahren weiter: 1876 wurde ein Jahresausstoß von 12.460 Barrel erreicht – 1879 waren es bereits 20.775 Barrel. Dennoch war die Claus Lipsius Brewery weiterhin nur von lokaler Bedeutung: Der unmittelbare Nachbar, die S. Liebmann Brewery, produzierte zu dieser Zeit bereits das Dreifache des Jahresvolumens.
Das Unternehmen musste im Jahr 1882 einen erneuten Rückschlag verkraften: Rudolph Lipsius verstarb – wieder musste Catherina die Leitung übernehmen. Später erst stieg ihr Sohn Henry Claus Jr. mit in das Management ein, nachdem er seinen Militärdienst abgeleistet hatte. Gemeinsam führten sie die Geschäfte, wobei die kommenden Jahre weiterhin vom Konkurrenzkampf mit den anderen Brauereien vor Ort geprägt waren – diese wuchsen unter anderem durch die Akquirierung kleinerer Brauereien und vergrößerten damit ihr Produktionsvolumen, was wiederum zu Skaleneffekten führte. Dies wirkte sich in hohem Maße auf den Bierpreis aus, welcher die Marktstellung der Claus Lipsius Brewery gefährdete. 1902 gab Catherina Lipsius dem Druck des Wettbewerbs nach und verkaufte die Produktionsstätten an die S. Liebmann’s Son’s Brewing Company. Zu dieser Zeit betrug der Jahresausstoß der Claus Lipsius Brewery 90.000 Barrel – Liebmann’s Volumen stieg auf 200.000 Barrel und ebnete ihren Weg für ihren Kampf um die lokale Marktführerschaft.
Catherina Lipsius und ihr Sohn zogen daraufhin nach Prospect Lefferts Gardens, einem Stadtteil Brooklyns.